# Jarostowo
Jarostowo [jarɔsˈtɔvɔ] là một ngôi làng thuộc khu hành chính của Gmina Recz, thuộc hạt Choszczno, West Pomeranian Voivodeship, ở phía tây bắc Ba Lan. Nó nằm khoảng 6 kilômét (4 mi) phía nam Recz, 14 km (9 mi) phía đông bắc Choszczno, và 70 km (43 mi) về phía đông của thủ đô khu vực Szczecin.